# Институт океанологии имени П. П. Ширшова РАН
Федеральное государственное бюджетное учреждение науки Институт океанологии имени П. П. Ширшова Российской академии наук (ИО РАН) — старейший и наиболее крупный российский исследовательский центр в области океанологии. Расположен в Москве.
Основной задачей Института является комплексное изучение Мирового океана и морей России на основе представления о единстве происходящих в них физических, химических, биологических и геологических процессов, создание научных основ прогнозирования изменчивости климата Земли, рационального использования морских ресурсов и обеспечения экологической безопасности в интересах устойчивого развития человечества. В состав института также входят Атлантическое отделение (Калининград), Южное отделение (Геленджик), филиал в Санкт-Петербурге, Северо-Западное отделение (Архангельск) и Каспийский филиал (Астрахань).

## История
Институт был организован решением Президиума Академии наук СССР в 1946 году на базе существовавшей с 1941 года Лаборатории океанологии Академии наук СССР. Лаборатория эта возглавлялась академиком П. П. Ширшовым и его заместителем профессором В. Г. Богоровым. Лаборатория была сформирована, в основном, из сотрудников бывшего Плавучего морского научно-исследовательского института (Плавморин), работавших в 1923—1933 гг. на первом исследовательском судне «Персей».
Официально институт был создан 31 января 1946 г., но к лету того года он продолжал быть все ещё той же лабораторией (кол-во сотрудников было 23 чел.), увеличение состава сотрудников до размеров большого института происходило в 1947—1948 гг. Основой развития института должно было стать передаваемое ему для переоборудования в советское океанское исследовательское судно трофейное немецкое госпитальное судно «Марс». Оно было переименовано в «Витязь» в память о корвете «Витязь», который прославился работами в Тихом океане под командованием русского океанолога и флотоводца С. О. Макарова.
Первым директором Института океанологии стал Пётр Петрович Ширшов. Вместе с ним активное участие в создании и становлении нового научного центра приняли известные учёные Л. А. Зенкевич, В. Г. Богоров, С. В. Бруевич, А. Д. Добровольский, П. Л. Безруков, И. Д. Папанин, В. Б. Штокман и др.
В 1954 году институту присвоено имя первого директора П. П. Ширшова.
Важную роль в развитии института сыграл академик Л. М. Бреховских, директор Акустического института им. Н. Н. Андреева АН СССР, академик-секретарь Отделения океанологии, физики атмосферы и географии АН СССР, член Президиума АН СССР, советник Президиума Российской академии наук.
В институте трудился начальником лаборатории, вице-адмирал в отставке, Дважды лауреат Государственной премии СССР И. И. Тынянкин, специалист по радиоэлектронным комплексам и системам космического информационного обеспечения океанографии.

### Руководство
Директорами Института океанологии были (по году назначения):
- 1946 — Ширшов Пётр Петрович
- 1953 — Корт Владимир Григорьевич
- 1965 — Монин Андрей Сергеевич
- 1987 — Ястребов Вячеслав Семёнович
- 1992 — Савостин Леонид Алексеевич
- 1995 — Лаппо Сергей Сергеевич
- 2006 — Нигматулин Роберт Искандерович
- 2017 — Соков Алексей Валентинович (до 18.12.2019 был и. о.)[3]

## Санкции
22 декабря 2022 года институт внесён в санкционные списки США из-за вторжения России на Украину.

## Направления исследований института
Физическое — гидрология, гидрофизика, гидрооптика, акустика; формирование физической структуры и системы движений вод океанов и морей в процессе усвоения ими солнечной энергии и при взаимодействии в системе океан — атмосфера — континенты.
Лаборатории физического направления:
- взаимодействия океана с водами суши и антропогенных процессов
- экспериментальной физики океана
- морской турбулентности
- геофизической гидродинамики
- нелинейных волновых процессов
- крупномасштабной изменчивости гидрофизических полей
- экспериментальных гидрофизических исследований
- внутренних волн и структуры пограничных слоев океана
- морских течений
- оптики океана
- взаимодействия океана и атмосферы и мониторинга климатических изменений
- акустики океана
- шумов и флуктуации звука в океане
- моделирования динамических процессов

Эколого-биологическое — антропогенная экология, первичная продукция и пути управления ею, промысловые популяции; разработка фундаментальных основ организации и функционирования экосистем морей России и Мирового океана и сохранения биоразнообразия.
Лаборатории эколого-биологического направления:
- океанической ихтиофауны
- функционирования экосистем пелагиали
- донной фауны океана
- экологии и распределения планктонных организмов
- биохимии и гидрохимии
- экологии прибрежных донных сообществ
- морской экологии
- геоэкологии

Геологическое — минеральные ресурсы, палеоокеанология, глобальная тектоника, геофизика, разработка особенностей геологического строения и эволюции морского дна, геофизических полей и геохимических процессов. Под руководством академика А. П. Лисицына раз в два года проводится международная Школа по Морской геологии.
Химическое — биогеохимия органического вещества, нефтегазогенетические характеристики Мирового океана, физико-химическое состояние морской воды; установление химического состава основных элементов экосистем океанов и морей, процессов биогеохимической трансформации и эволюции.
Морская техника — технические средства изучения океана и океаноинформатика, создание технических методов и средств долговременного наблюдения за физическими, химическими и биологическими параметрами океана на базе распределенных интеллектуальных сетей автономных донных, притопленных и сканирующих станций с дистанционным управлением и считыванием результатов наблюдений.
Подводные исследования — у института имеются два глубоководных подводных аппарата «Мир». Они базируются на борту научно исследовательского судна «Академик Мстислав Келдыш». Эти два подводных аппарата известны всему миру благодаря фильму Джеймса Камерона «Титаник» и знаменитому погружению на Северный полюс в 2007 году. «Миры» способны погружаться на глубину шести тысяч метров.

### Научно-исследовательский флот
Институт имеет самый большой флот в Российской Академии Наук.
В составе флота три крупнотоннажных судна с водоизмещением более 6000 тонн:
- «Академик Мстислав Келдыш»
- «Академик Сергей Вавилов»
- «Академик Иоффе»

Среднетоннажные:
- «Академик Николай Страхов»
- «Академик Борис Петров» (передан в 2017 г.)
- «Профессор Штокман»
- «Рифт»

Малотоннажное судно «Шельф» используется для исследований внутренних морей:
НИС «Ашамба» в распоряжении Южного отделения ИО РАН
Суда, выведенные из флота ИОРАН:
- 2009 — «Акванавт»
- 1991 — «Дмитрий Менделеев»
- 1991 — «Академик Курчатов»
- 1979 — «Витязь»